# Højeruplund
Højeruplund er et udflugtsmål der ligger ved Stevns Klint.
Omkring parkeringspladsen findes et traktørsted, Stevns Museum (Lukket 2018), Højerup Kirke, Højerup gl. Kirke, Fiskerhuset , Stevns Klint, samt en lund med mindesmærker, bl.a. fra genforeningen 1920.
Højeruplund var tidligere et nationalt folkeligt mødested på Sjælland. 
Det ligger alt sammen i et naturskønt område ved Margueritruten.

## Ekstern henvisning
- Højeruplund

|  | Denne artikel om lokaliteten Højeruplund kan blive bedre, hvis der indsættes et (bedre) billede. Du kan hjælpe ved at afsøge Wikimedia Commons for et passende billede eller lægge et op på Wikimedia Commons med en af de tilladte licenser og indsætte det i artiklen. |

55°16′46″N 12°26′39″Ø / 55.27944°N 12.44417°Ø